# École doctorale
Les écoles doctorales sont en France des organes internes aux établissements publics d'enseignement supérieur et de recherche habilités à délivrer le doctorat, mettant en œuvre la formation doctorale. 

## Historique
La première école doctorale, fonctionnant selon ces principes, a été créée en 1983 à l’institut national polytechnique de Grenoble, même si cette création est bien antérieure à la mise en place officielle d'un label école doctorale. L'Institut national polytechnique de Toulouse a suivi quelques années plus tard. C'est sur la base de ces deux expérimentations qu'il a été proposé aux universités d'Ile-de-France de créer des structures semblables. Trente-deux écoles doctorales ont ainsi été mises en place dans la région parisienne en 1990, sous l'impulsion de Lionel Jospin, alors ministre français de l'éducation, et d'un de ses conseillers, Claude Allègre,,.
Les écoles doctorales apparaissent dans la réglementation en 2006.
Le concept d'école doctorale est inspirée par celui d'une graduate school (école graduée), qui désigne une formation de deuxième ou de troisième cycle orientée vers la recherche dans les universités de type anglo-saxon.

### Missions des écoles doctorales
Sous la responsabilité des établissements accrédités, les écoles doctorales ou les collèges doctoraux organisent la formation des doctorants et les préparent à leur activité professionnelle à l'issue de la formation doctorale. Ils regroupent des unités et des équipes de recherche d'un ou de plusieurs établissements.
Les écoles doctorales :
- Mettent en œuvre une politique d'admission des doctorants en leur sein, fondée sur des critères explicites et publics, informent les étudiants sur les conditions d'accès, les compétences requises, les financements susceptibles d'être obtenus, la nature, la qualité et les taux d'activité professionnelle après l'obtention du doctorat. Elles participent à la recherche des financements, en proposent l'attribution afin de permettre aux doctorants de préparer et de soutenir leur thèse dans les meilleures conditions ;
- Définissent les conditions nécessaires pour pouvoir obtenir le diplôme de Docteur (Nombre d'articles de conférence, nombre d'articles de revue, formation spécifique, etc..)
- Organisent les échanges scientifiques entre doctorants et avec la communauté scientifique ; proposent aux doctorants des activités de formation favorisant l'interdisciplinarité et l'acquisition d'une culture scientifique élargie incluant la connaissance du cadre international de la recherche ;
- Veillent à ce que chaque doctorant reçoive une formation à l'éthique de la recherche et à l'intégrité scientifique ;
- Assurent une démarche qualité de la formation en mettant notamment en place des comités de suivi individuel (aussi appelés CSI) du doctorant et proposent aux encadrants du doctorant une formation ou un accompagnement spécifique ;
- Définissent et mettent en œuvre des dispositifs d'appui à la poursuite du parcours professionnel après l'obtention du doctorat dans les secteurs public et privé et organisent en lien avec les services des établissements concernés le suivi des parcours professionnels des docteurs formés ;
- Contribuent à une ouverture européenne et internationale, dans le cadre d'actions de coopération conduites avec des établissements d'enseignement supérieur ou des centres de recherche étrangers ;
- Formulent un avis sur les demandes de rattachement d'unités ou d'équipes de recherche[6].

### Création des écoles doctorales
Les écoles doctorales rassemblent des unités et des équipes de recherche reconnues après une évaluation nationale. Une unité de recherche ne participe normalement qu’à une seule école doctorale. La création d’une école doctorale est proposée par un ou plusieurs établissements d’enseignement supérieur dont au moins un établissement public.
Plusieurs établissements d’enseignement supérieur peuvent demander conjointement l’accréditation d'une école doctorale, à la condition que chacun d’entre eux participe de façon significative à son animation scientifique et pédagogique et dispose de capacités de recherche et d’un potentiel d’encadrement doctoral suffisant. Sauf exception scientifiquement motivée, ces établissements doivent être localisés sur un même site ou sur des sites proches. Leur coopération fait l'objet d'une convention qui est jointe à la demande d'accréditation. Pour assurer la responsabilité administrative de l’école doctorale, les établissements désignent l’un d'entre eux, qui doit être un établissement public, comme support de l'école doctorale. 

### Évaluation et accréditation des écoles doctorales
L'arrêté d'accréditation d'un établissement public d'enseignement supérieur emporte habilitation de ce dernier à délivrer le diplôme de doctorat dans les spécialités concernées, seul ou conjointement. Ce même arrêté mentionne, après évaluation périodique de chaque école doctorale, réalisée ou validée par le Haut Conseil de l'évaluation de la recherche et de l'enseignement supérieur, la liste des écoles doctorales autorisées à accueillir des doctorants en vue de leur formation doctorale, ainsi que le ou les champs disciplinaires concernés.

### Gouvernance
L’école doctorale est dirigée par un directeur assisté d’un conseil.

#### Directeur
Le directeur de l'école doctorale est choisi, en son sein, parmi ses membres habilités à diriger des recherches, parmi les professeurs et personnels assimilés, ou parmi les enseignants de rang équivalent qui ne relèvent pas du ministère chargé de l'enseignement supérieur, ou parmi les personnels des établissements d'enseignement supérieur, des organismes publics de recherche et des fondations de recherche, habilités à diriger des recherches. Il est nommé pour la durée de l'accréditation. Son mandat peut être renouvelé une fois.
Le directeur de l'école doctorale met en œuvre le programme d'actions de l'école doctorale, et présente chaque année un rapport d'activité devant la commission de la recherche du conseil académique, ou de l'instance qui en tient lieu dans les établissements concernés.

#### Conseil
Le conseil de l'école doctorale adopte le programme d'actions de l'école doctorale. Il gère, par ses délibérations, les affaires qui relèvent de l'école doctorale.
Le conseil comprend de douze à vingt-six membres. Soixante pour cent de ses membres sont des représentants des établissements, des unités ou équipes de recherche concernées, dont au moins deux représentants des personnels ingénieurs, administratifs ou techniciens.
Il est complété, à hauteur de 20 % du total des membres du conseil, par des doctorants élus parmi et par les doctorants inscrits à l'école doctorale ; et pour le reste, sur proposition des membres élus du conseil de l'école doctorale, par des membres extérieurs à l'école doctorale choisis parmi les personnalités qualifiées, dans les domaines scientifiques et dans les secteurs socio-économiques concernés.
Sa composition doit permettre une représentation équilibrée des femmes et des hommes. Les règles relatives à l'élection et à la nomination des membres du conseil sont définies suivant des modalités adoptées par le conseil d'administration de l'établissement ou des établissements concernés par l'accréditation.